# Aukštojas
L'Aukštojas è una collina della Lituania e rappresenta il punto più alto del Paese, con un'altitudine di 294 metri s.l.m..
Essa si trova nel comune di Medininkai, circa 24 km a Sud-Est di Vilnius.